# Ousman Jammeh

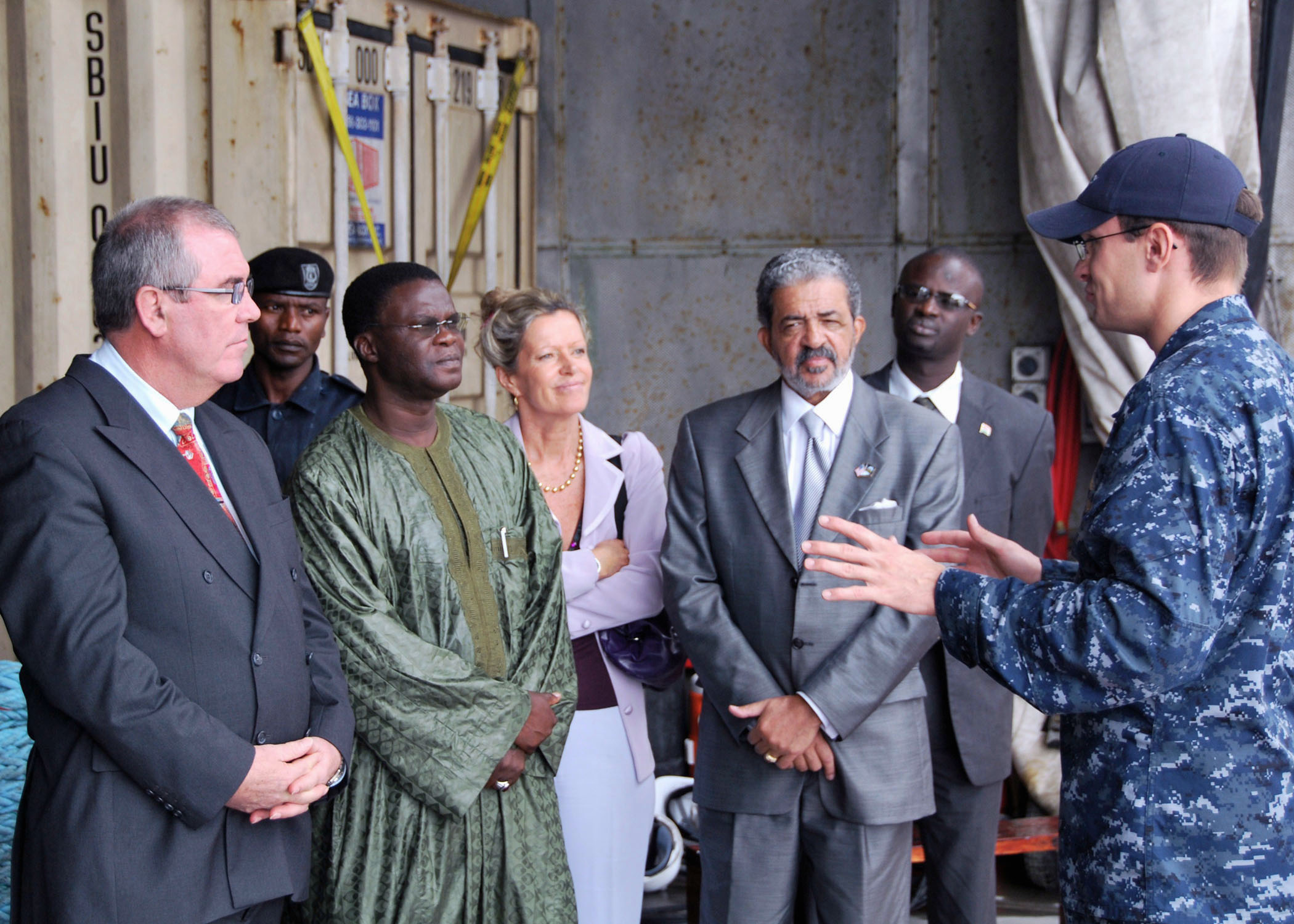
Ousman Jammeh, 2.v.l. (2009)

Ousman Jammeh (* 13. August 1953 in Brikama) ist Politiker im westafrikanischen Staat Gambia.

## Leben
Jammeh erwarb 1980 den Bachelor of Agriculture (B. Agric.) in Agrarwissenschaft auf der University of Nigeria in Nsukka. Auf den Finafrica Institute in Mailand machte er 1981 sein Diplom in Agrarkredit. Anschließend erwarb er 1983 den Master of Arts in ländliche Entwicklung auf der University of East Anglia in Norwich. Ein Diplom in Wirtschaft der Erdölindustrie erwarb er auf dem College of Petroleum Studies in Oxford.
Ab 1980 war er im Ministerium für wirtschaftliche Planung und industrielle Entwicklung (englisch Ministry of Economic Planning & Industrial Development (MEPID)) tätig. Dann war er ab 1992 im Landwirtschaftsministerium (englisch Ministry of Agriculture) erst als stellvertretender Staatssekretär und ab 1994 als Staatssekretär angestellt. Dann wechselte er 1996 zum Ministerium für Handel, Industrie und Beschäftigung (englisch Ministry of Trade, Industry and Employment), 1998 zum Department of State for Works, Communications and Information, 2001 zum Department of State for Local Government and Lands, 2002 zum Department of State for Agriculture, 2004 zum Department of State for Works, Construction, and Infrastructure Development und 2005 zum Department of State for Agriculture und war jeweils als Staatssekretär angestellt. Von Mai 2005 bis zum August 2006 war er Beauftragter für Erdöl (englisch Commissioner of Petroleum) beim Büro des Präsidenten. Danach ab August 2006 wieder als Staatssekretär im Department of State for Health, ab September 2006 beim Büro des Präsidenten.
Im September 2007 wurde Jammeh von Präsident Yahya Jammeh ins Kabinett als Minister für Erdöl, Energie und Bodenschätze (englisch Secretary of State for Petroleum, Energy and Mineral Resources) berufen. Im Mai 2008 wurde das Ressort in Ministerium für Energie umbenannt. Als Außenminister und Nachfolger von Omar Touray war Jammeh vom 11. September 2009 bis Juni 2010 ernannt, dann übernahm er erneut das Ministerium für Energie. Sein Nachfolger als Außenminister wurde Mamadou Tangara.
Am 28. Juni 2010 wurde Jammeh aus seinem Amt als Minister für Energie (englisch Minister of Energy) wieder entlassen. Im Mai 2011 wurde er von Präsident Jammeh zum Generalsekretär und Leiter des öffentlichen Dienstes ernannt. Er wurde jedoch schon am 15. Dezember 2011 seines Amtes enthoben und kurz darauf festgenommen. Bereits am 23. Dezember 2011 wurde er wegen Vernachlässigung der Amtspflicht, Amtsmissbrauchs und Wirtschaftsdelikten zu drei Jahren Haft mit harter Arbeit verurteilt. Er kam im September 2012 frei, nachdem er von Präsident Jammeh begnadigt worden war.
2020 wurde Jammeh Vorsitzender der neu gegründeten Partei National Unity Party (NUP). Für die Präsidentschaftswahl 2021 nominierte seine Partei aber Abdoulie Jammeh, der auch die Führung der Partei übernahm.